# Service de soutien de la flotte
Il Service de soutien de la flotte (lett. "Servizio di Supporto della Flotta" in francese), abbreviato in SSF, è un servizio della Marine nationale della Francia creato con il compito di assicurare efficienza e il mantenimento in condizione operativa (MCO) delle unità navali e di sottomarini, nonché dei rapporti con le industrie navali.

## Creazione
Creata nel giugno del 2000 al fine di separare le funzioni di gestione (che fare?) e manodopera (come fare?) industriale. Il SSF ha come missione di gestire i pezzi di ricambio navali, di implementare le strutture essenziali per la manutenzione in condizioni operative delle navi a propulsione nucleare. Il SSF è inoltre responsabile dello smaltimento delle navi alla fine del loro ciclo di utilizzo ad eccezione delle navi a propulsione nucleare.
Oltre alle 400 navi della Marina Nazionale Francese, il SSF assicura dal 2013, la manutenzione delle imbarcazioni di altri corpi d’armata (Aria e Terra).
Il SSF assicura dal 2017 la gestione di progetti delegati di materiali nautici, di immersione e di sicurezza. Il Servizio di Supporto della Flotta ha altresì la responsabilità delle infrastrutture industriali e portuali dedicate alla manutenzione di navi, sottomarini ed impianti nucleari associati.
Il Servizio di Supporto della Flotta ha un’organizzazione che permette una certa vicinanza alle truppe ma anche in stretto contatto con la Direzione Generale dell’Armamento (DGA) e dello Stato Maggiore della Marina (SMM).

## Organizzazione geografica
Il SSF è gestito da un ingegnere general d’armata ed è sottoposto sotto l’autorità diretta dello Stato Maggiore della marina francese. Il servizio possiede la sua direzione generale a Parigi, due direzioni locali situate a Brest e Tolone, di basi situate a Cherbourg, Papeete, Numea, Fort-de-France, Port-des-Galets e Mayotte. Il servizio impiega circa 900 tra militari e civili provenienti dai servizi della marina (80%) della Direzione Generale dell’Armamento (20%).
La direzione centrale che si occupa del coordinamento impiegando una cinquantina di persone. La direzione locale di Brest impiega 420 persone suddivise in 360 a Brest e 60 impiegate su altre cinque basi. La direzione locale di Tolone impiega anch’essa 420 persone.
La direzione centrale fissa gli obiettivi e coordina le attività delle direzioni locali, si esprime sugli arbitraggi con lo Stato Maggiore della Marina e le forze armate.
Il SSF si occupa altresì: dell’organizzazione e del dialogo con lo Stato Maggiore della Marina e con lo Stato Maggiore dell’esercito; della DGA al fine di preparare il supporto iniziale dei programmi navali futuri e della gestione delle operazioni di modernizzazione; della forza navale d’azione (ALFAN) per le navi e la forza oceanica strategica (ALFOST) per i sottomarini.

## Organizzazione a matrice
Il SSF struttura le sue azioni su delle operazioni (20 attualmente in corso) dirette dalle direzioni locali, al fine di garantire una coerenza globale per il sostegno, ridare potenza alla flotta della marina, garantire la loro disponibilità ed ottimizzare la manutenzione. Un’operazione accoglie l’insieme delle azioni destinate ad assicurare, su un periodo di tempo (di solito equivalente alla durata di una legge di programmazione militare LPM), il mantenimento in condizioni operative di una tipologia di imbarcazioni (per esempio le fregate) e dei mezzi terrestri necessari.
Per ogni operazione un responsabile è adibito allo svolgimento delle seguenti mansioni:
- Definisce il contenuto fisico delle azioni da svolgere al fine di raggiungere gli obiettivi di disponibilità tecnica e le relative condizioni finanziarie;

- Progetta e coordina la contrattualizzazione presso i commissionari industriali;

- Garantisce la corretta esecuzione dei contratti e la corretta coordinazione con gli altri attori statali;

- Garantisce e coordina i contatti con le autorità locali (ALFAN o ALFOST).

Al fine di assicurare una corretta gestione dell’insieme il responsabile d’operazione può far affidamento su di un team composto da una decina di persone a lui dedicato. I collaboratori fanno parte di diversi dipartimenti quali: logistica, tecnica, acquisti finanziari e metodi di pianificazione.
Il SSF coinvolge un gestore di supporto del servizio, dalla fase di realizzazione fino allo smantellamento finale.
Questa figura, porta le sue competenze al team di progetto integrato (EDPI) per anticipare il supporto logistico di strumentazione, piani di manutenzione, pezzi di ricambio….
Inoltre, un incaricato di missione, si occupa di “programmi futuri” è impiegato nella direzione centrale. Questa figura è coinvolta in numerosi incontri sulla realizzazione delle operazioni di acquisizioni di armamenti e garantisce une buona ritrasmissione delle informazioni alle direzioni locali.

## Contrattualizzazione del MCO navale
Il SSF affida ai direttori dei lavori industriali la responsabilità del mantenimento attraverso contratti globali che:
- Raggruppano famiglie omogenee di imbarcazioni da mantener per una durata da 5 a 7 anni;

- Prendono in considerazione l'intera nave, in particolare delle sue strutture la cui disponibilità tecnica è necessaria per le missioni assegnate all’equipaggio;

- Condividono i rischi condivisi con l’industria e prevedono modalità di remunerazione che associano gli obiettivi di risultato (disponibilità accertata) e di mezzi (elenco delle opere derivante dalla politica di manutenzione);

- Sono aperti alla competizione al di fuori delle navi a propulsione nucleare e delle fregate di prima classe, che richiedono dal progettista una garanzia de mantenimento delle principali caratteristiche e prestazioni durante la vita della nave.

## Altri attori della manutenzione navale
Le attività di supporto della flotta mobilizzano un bilancio annuale circa di 1,1 miliardi di euro con fluttuazioni del 20-30% legato a impegni contrattuali pluriennali, nonché a cicli delle principali manutenzioni tecniche.
Questa risorsa finanziaria stimola la base industriale della riparazione navale, la cui diversità consente mettere in competizione i contratti di manutenzione delle navi di propulsione non nucleari o poco armati.
I principali contributori dello stato all'MCO navale sono, nelle basi navali, i laboratori e i magazzini del Servizio Logistico della Marina (SLM). SLM è responsabile per lo stoccaggio e la distribuzione di pezzi di ricambio. Le officine forniscono anche supporto nel contesto della manutenzione operativa al mare e contribuiscono, sotto la guida dal SSF, alla realizzazione di opere non incluse nei contratti di manutenzione.
D’altro canto, il dimensionamento delle scorte, la distribuzione e geografica la pianificazione della fornitura, rimangono sotto la responsabilità dal SSF.

## Impegno per la qualità
Precursore nel processo all'interno dal ministero, il SSF è certificata ISO 9001 dal 2004 in tutti i suoi siti. Si è evoluto alla versione 2015 dello standard da marzo 2016.